# Witali Alexandrowitsch Kabardin
Witali Alexandrowitsch Kabardin (russisch Виталий Александрович Кабардин; * 28. August 1982 in Saratow, damals Sowjetunion) ist ein russischer Sommerbiathlet mit der Spezialisierung auf den Crosslauf.
Witali Kabardin gewann bei den Sommerbiathlon-Europameisterschaften 2006 in Cēsis hinter Alexei Kowjasin und Anatoli Karpow die Bronzemedaille im Sprintrennen. Im Jahr darauf nahm der Russe an den Sommerbiathlon-Weltmeisterschaften in Otepää teil und wurde 12. des Sprints und 14. der Verfolgung. Mit einem Sieg beim Cross über 4 Kilometer bei den russischen Meisterschaften im Juli 2010 qualifizierte er sich für die Sommerbiathlon-Europameisterschaften 2010 in Osrblie. Die Rennen dort beendete Kabardin auf den Plätzen fünfzehn im Sprint und zwölf in der Verfolgung.